# ЖРК Борац Бања Лука
ЖРК Борац (надимак: осице) је женски рукометни клуб из Бање Луке, Републике Српске и БиХ, и актулени је шампион БиХ. Основан је 1955. године а сједиште клуба је у ул. Петра Раденовића бр. 29 у Бањој Луци. Тренутно се такмичи у Премијер лиги БиХ за жене а са клупе их предводи тренер Никола Бијелић. У такмичарским сезонама 2007/2008, 2008/2009. и 2011/2012. клуб је освојио дуплу круну у женском рукомету БиХ, побједивши у тим сезонама и у Премијер лиги БиХ и у Купу БиХ. Титулу првака БиХ освојио је укупно седам пута, а Куп БиХ је освајао у 7 наврата. У 2010. години клуб је освајао шампионску титулу без иједног изгубљеног бода, остваривши 19 побједа у исто толико мечева. Женски рукометни клуб Борац је 2010. године проглашен за најбољи женски спортски колектив у БиХ од стране Спортског савеза БиХ. За ЖРК Борац наступале су играчице: Драгана Кнежевић - Рајилић, Тања Кекић, Сабина Пехић-Овновић, Корнелија Клинац-Мијоч, Тамара Матић, Бојана Бабић, Соња Остојић-Брковић, Дејана Кнежевић, Драгана Кукић-Ђумић, Ивана Лукић-Дејановић, Маја Прусина, Маријана Богојевић, Бојана Бијелић, Армина Марић, Рената Рајилић, Санела Бањац, Анита Косић-Брезар, Весна Шуша-Рвовић, Аница Гудељ, Дајана Гојић-Столица, Драгана Црнић, Бранка Мајсторовић, Сузана Остојић, Ива Дружијанић, Ивана Бањанин, Јелена Вукановић, Теа Пјевић, Наташа Радић, Сара Арсић, Јелена Зрнић и Дајана Малбашић

## Успјеси
- Првенство Босне и Херцеговине
  - Освајач (7):2007, 2008, 2009, 2010, 2011, 2012, 2021.
- Куп Босне и Херцеговине
  - Освајач (7):  2004, 2008, 2009, 2010, 2012, 2013, 2021.[3]